# ربيع جمعة
ربيع جمعة مواليد 1 يناير 1991 في اللاذقية، سوريا، هو لاعب كرة قدم سوري يلعب مع نادي المصنعة كمهاجم.

## المسيرة الاحترافية

### أندية لعب لها
- نادي تشرين
- نادي المصنعة